# St. Nicolai (Schmalförden)

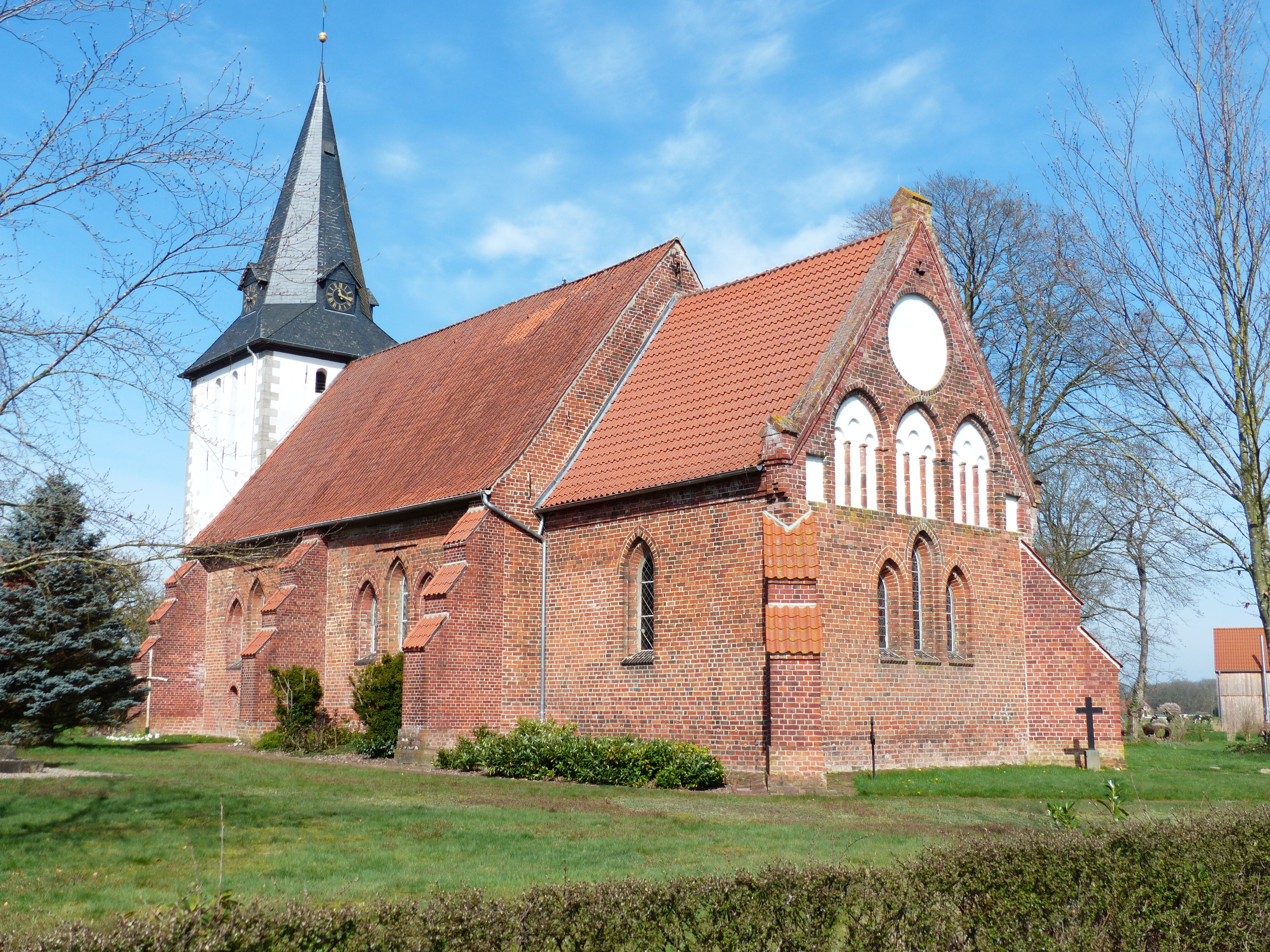
Nikolaikirche von Südosten

Die Kirche St. Nicolai liegt im Ortsteil Schmalförden in der niedersächsischen Gemeinde Ehrenburg in der Samtgemeinde Schwaförden im Landkreis Diepholz. Sie ist eine Kirche des evangelisch-lutherischen Pfarramtes Schmalförden-Neuenkirchen, das zum Kirchenkreis Grafschaft Diepholz gehört.

## Geschichte

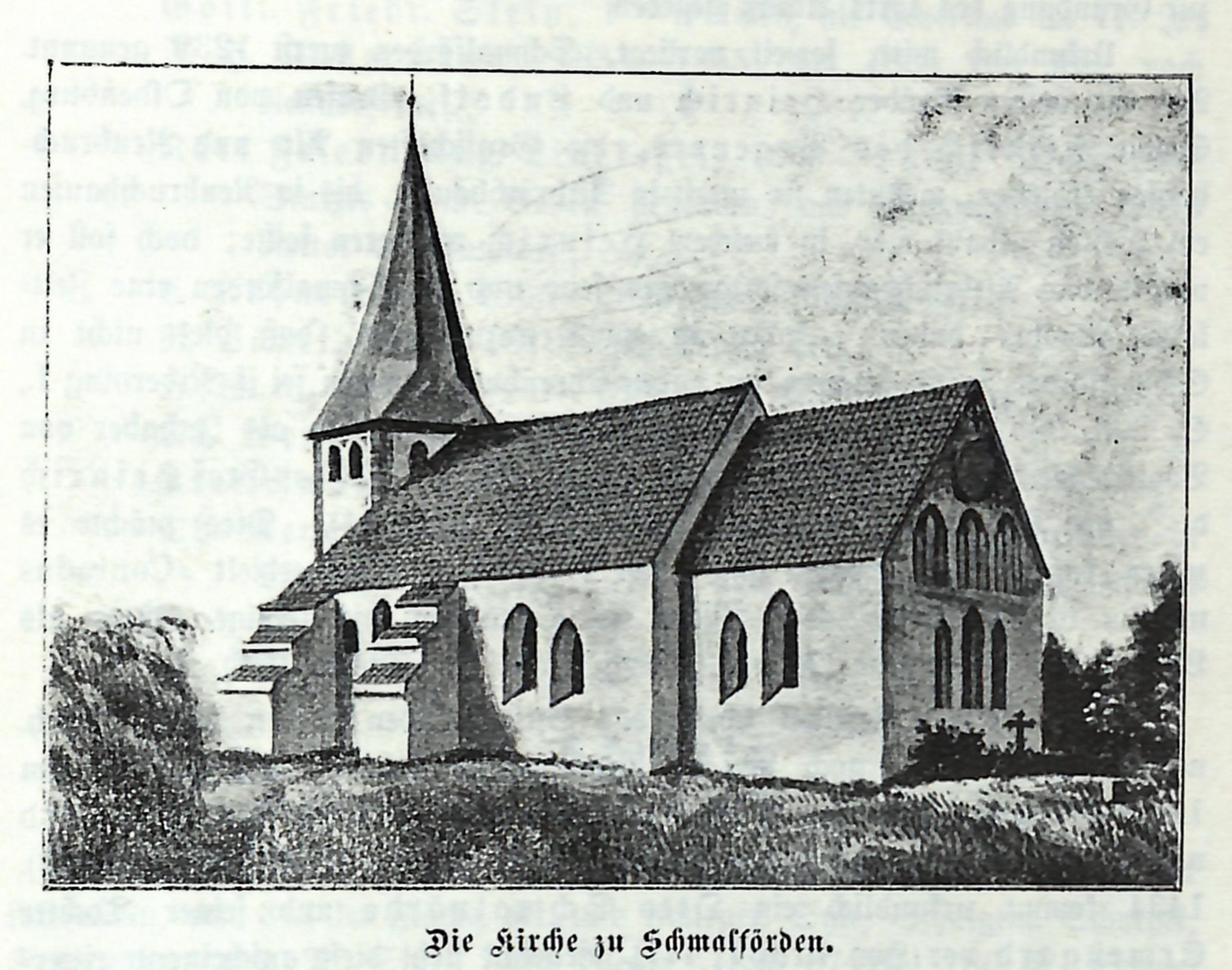
Darstellung des Zustandes vor 1880, veröffentlicht 1901

Gewölbe und innere und äußere Wandgestaltung dieser frühgotischen Backsteinkirche passen zum dritte Viertel des 13. Jahrhunderts als Bauzeit. Der verputzte Feldsteinturm trägt die Jahreszahl 1755. Die Seitenwände des Langhauses wurden 1888 nach Plänen von Conrad Wilhelm Hase umgestaltet. 1888 wurde die Kirche saniert und nach Plänen von Conrad Wilhelm Hase umgebaut. Die Veränderungen konzentrierten sich auf die Seitenwände des Langhauses.

## Beschreibung
Der eingezogene Chor schließt rechteckig und hat in seiner Ostwand eine gestaffelte Dreiergruppe schlanker Spitzbogenfenster, alle drei wenigstens teilweise im Material mittelalterlich. Das Giebeldreieck darüber ist durch mehrere Blenden gegliedert; Die drei breiten Spitzbogenblenden haben als Blendenhintergründe gestaffelte rundbogige Triforien über der Mittleren Blende liegt eine große Rundscheibe, darüber ein kleines unverglastes kreuzförmiges Fenster. Die Seitenwände des Chors haben Einzelfenster in Größe und Form des mittleren Ostfensters. Die Fenstergruppen in den Seitenwänden des Schiffs bestehen jeweils aus einem im Material großenteils originalen hohen Fenster und ein oder zwei ganz aus Material von 1880 bestehenden Nebenfenstern. Der Zustand vor der Renovierung ist in einer Zeichnung Heinrich Gades dargestellt. Der hat sie 1901 in einem Buch veröffentlicht, hatte sich aber schon seit den 1860er Jahren mit Kulturdenkmälern der Region befasst, so dass die Darstellung authentisch sein kann. Dem dort dargestellten Nebenfenster des Chorfensters entspricht heute eine Fläche neuen Backsteins. Die aus neuem Material bestehenden Nebenfenster am Langhaus können originalgetreue Rekonstruktionen sein. Völlige Neuschöpfungen sind hingegen die Okuli (Rundfenster), die den Raum unter der Empore erhellen.
Der Kirchenraum ist mit drei domikalen (kuppelähnlichen) Kreuzrippengewölbe mit mehrfach abgestuften Wandvorlagen und dünnen Bandrippen überwölbt. Die Schildbögen und der Triumphbogen zum Chor sind ebenso wie die Fenster spitzbogig, der Gurtbogen zwischen den beiden Schiffsjochen und die Blendnischen unterhalb der Fenster rundbogig.
Der achteckige, kelchförmige Taufstein stammt aus der 2. Hälfte des 15. Jahrhunderts, Kanzel und Orgel aus dem 17. Jahrhundert. Das Kruzifix wurde 1952 von dem Holzbildhauer Wilhelm Kunst gestaltet.

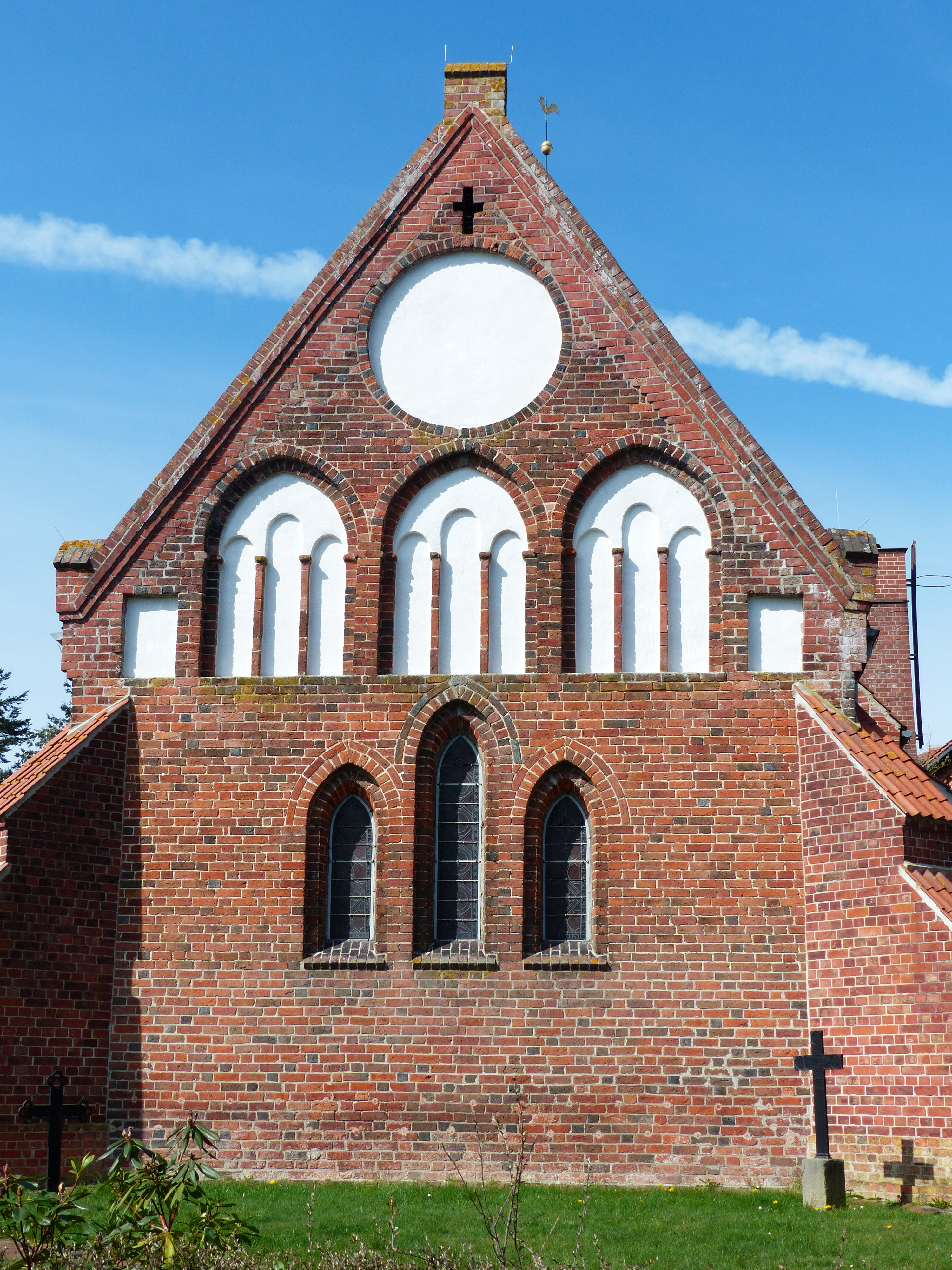
Chorgiebel
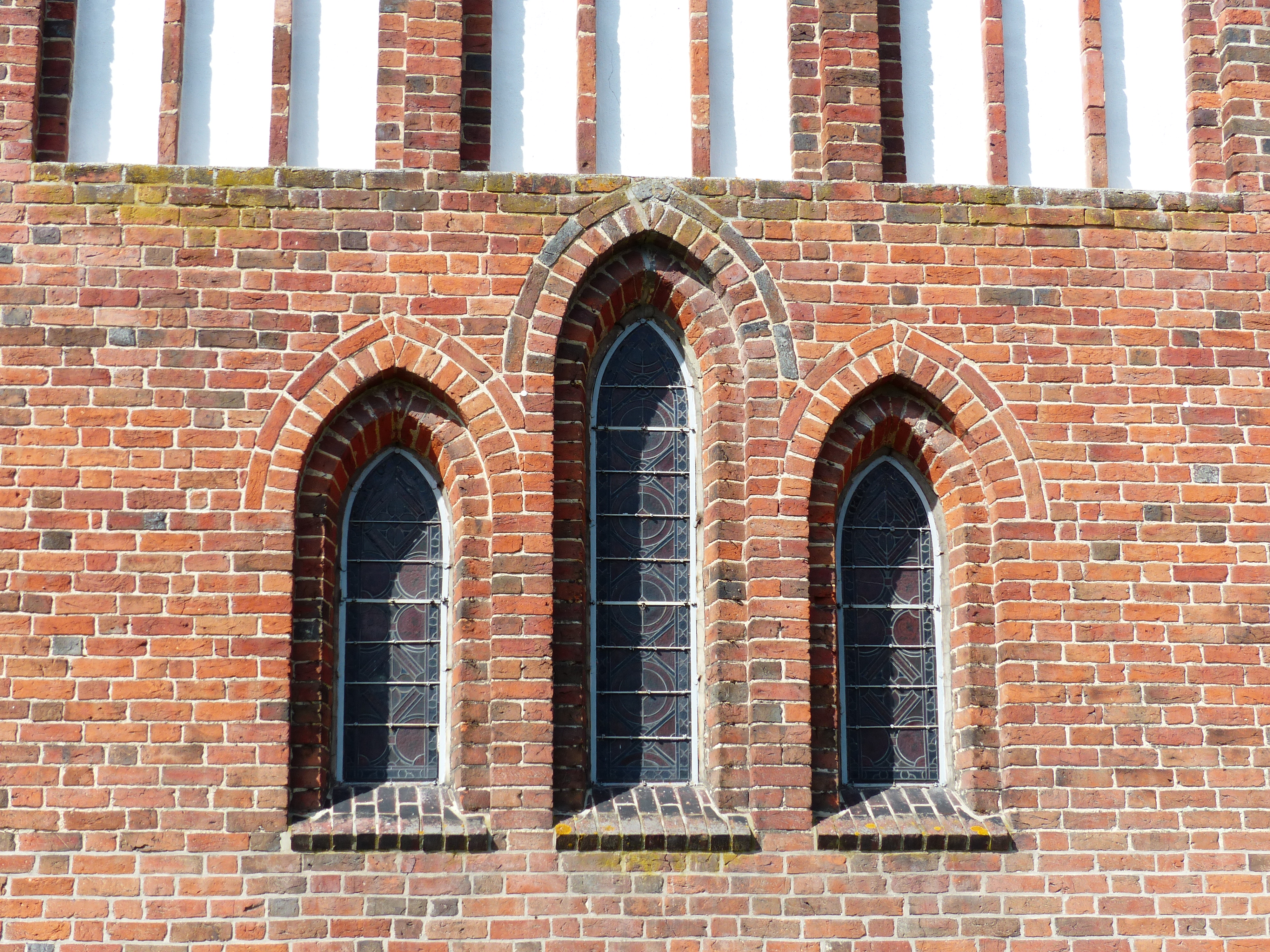
Östliche Chorfenster
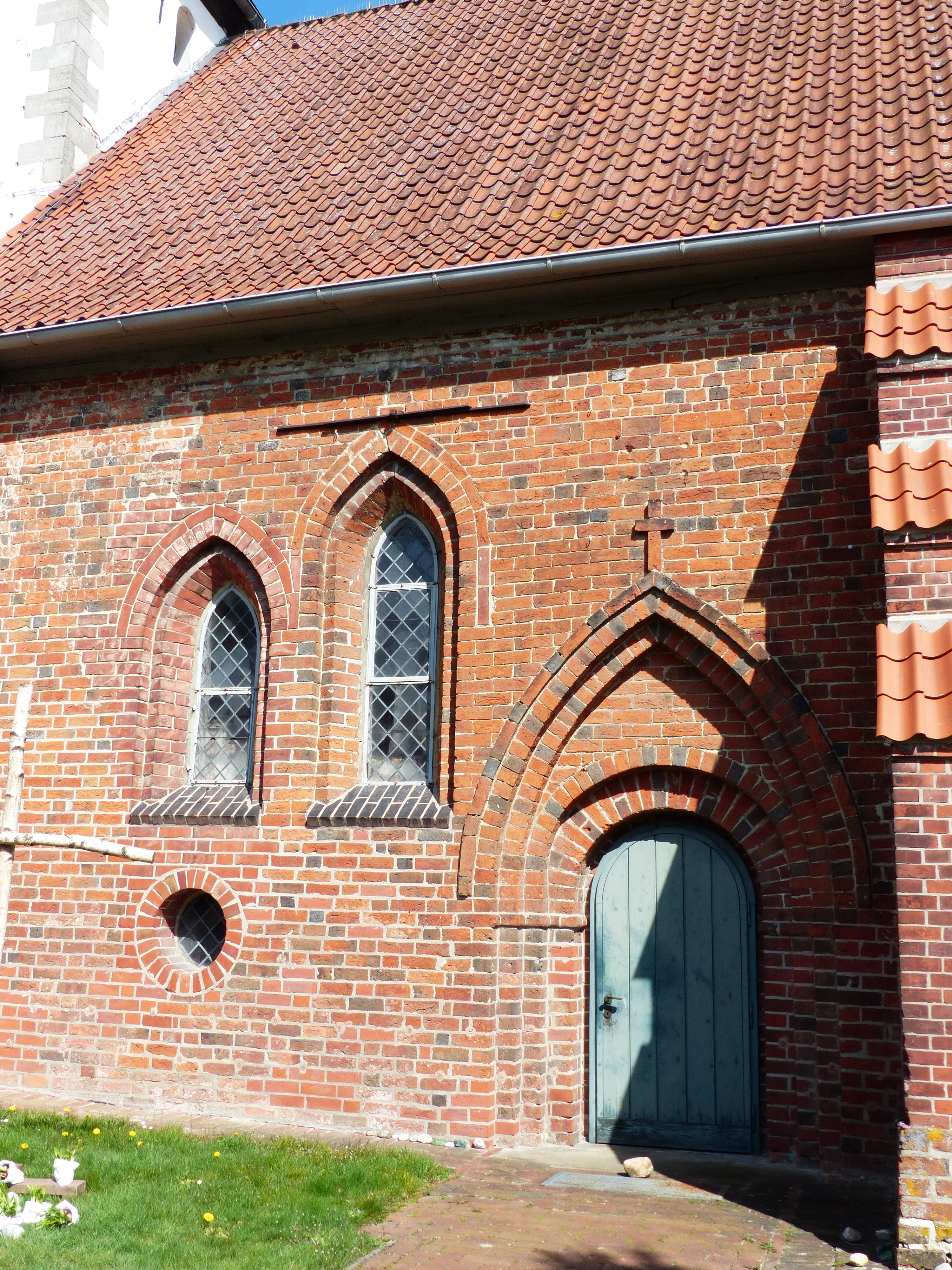
Westliche Südwand mit Portal
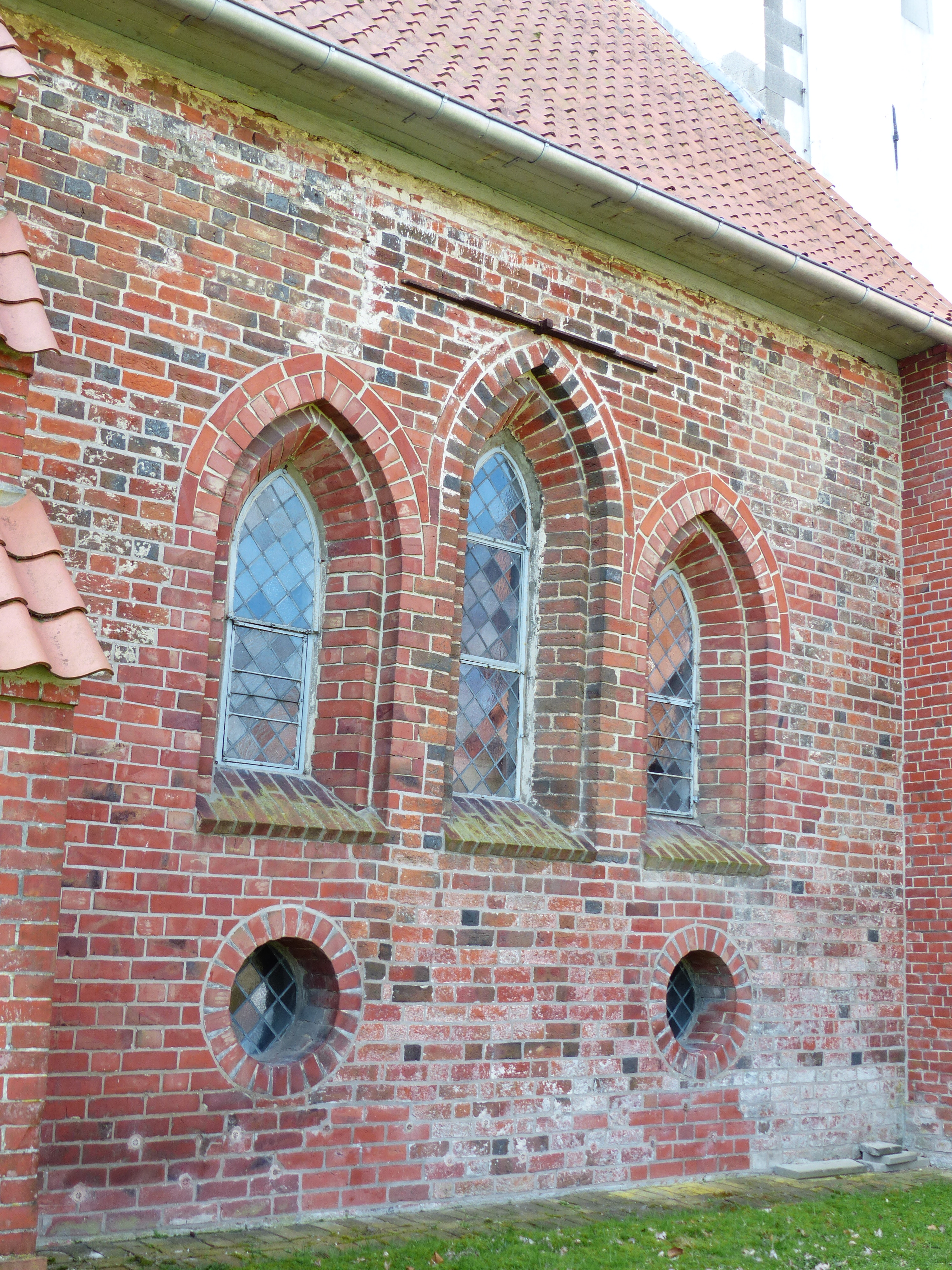
Westliche Nordwand
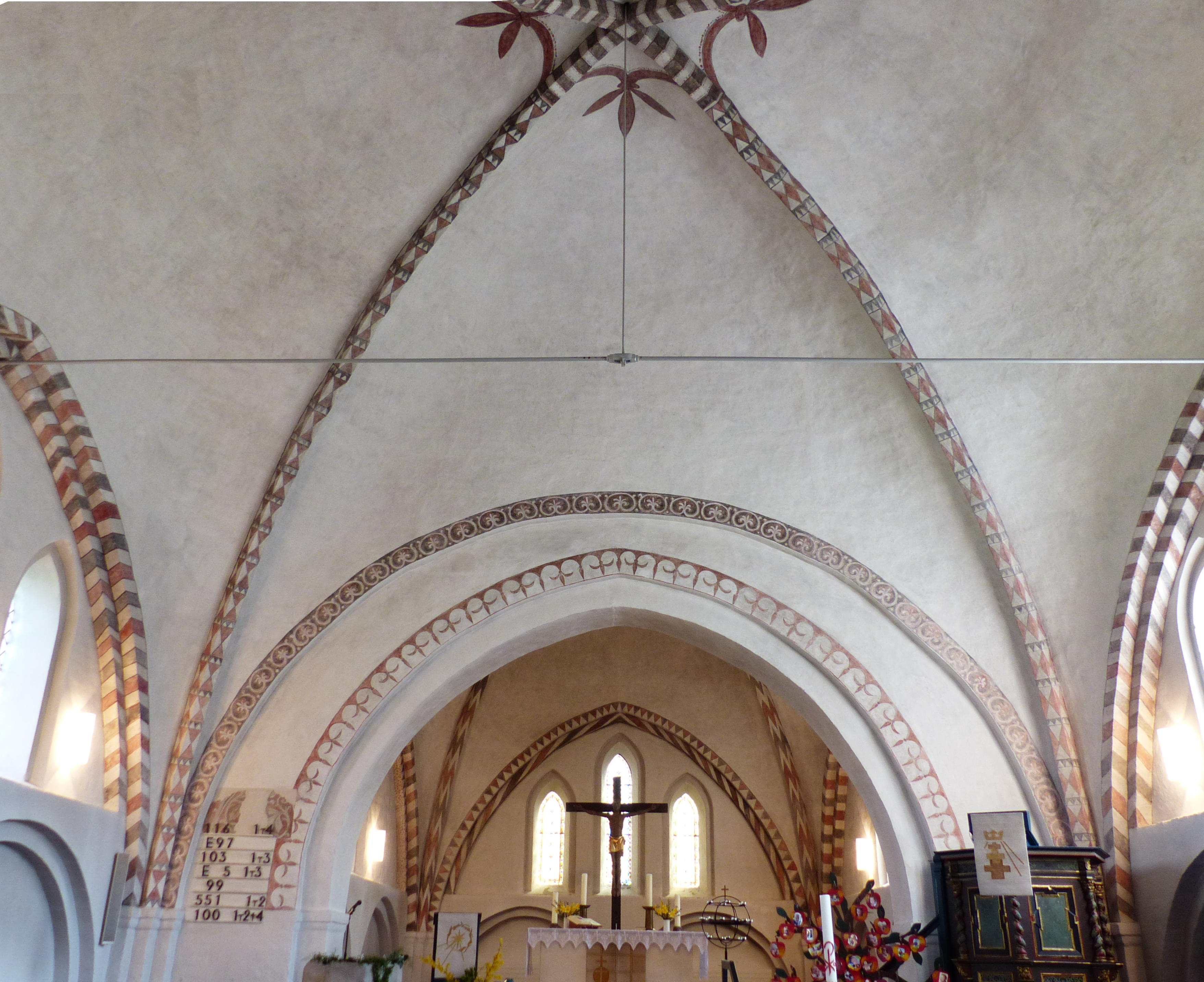
Östliches Schiffsjoch, Chor, Altarkreuz
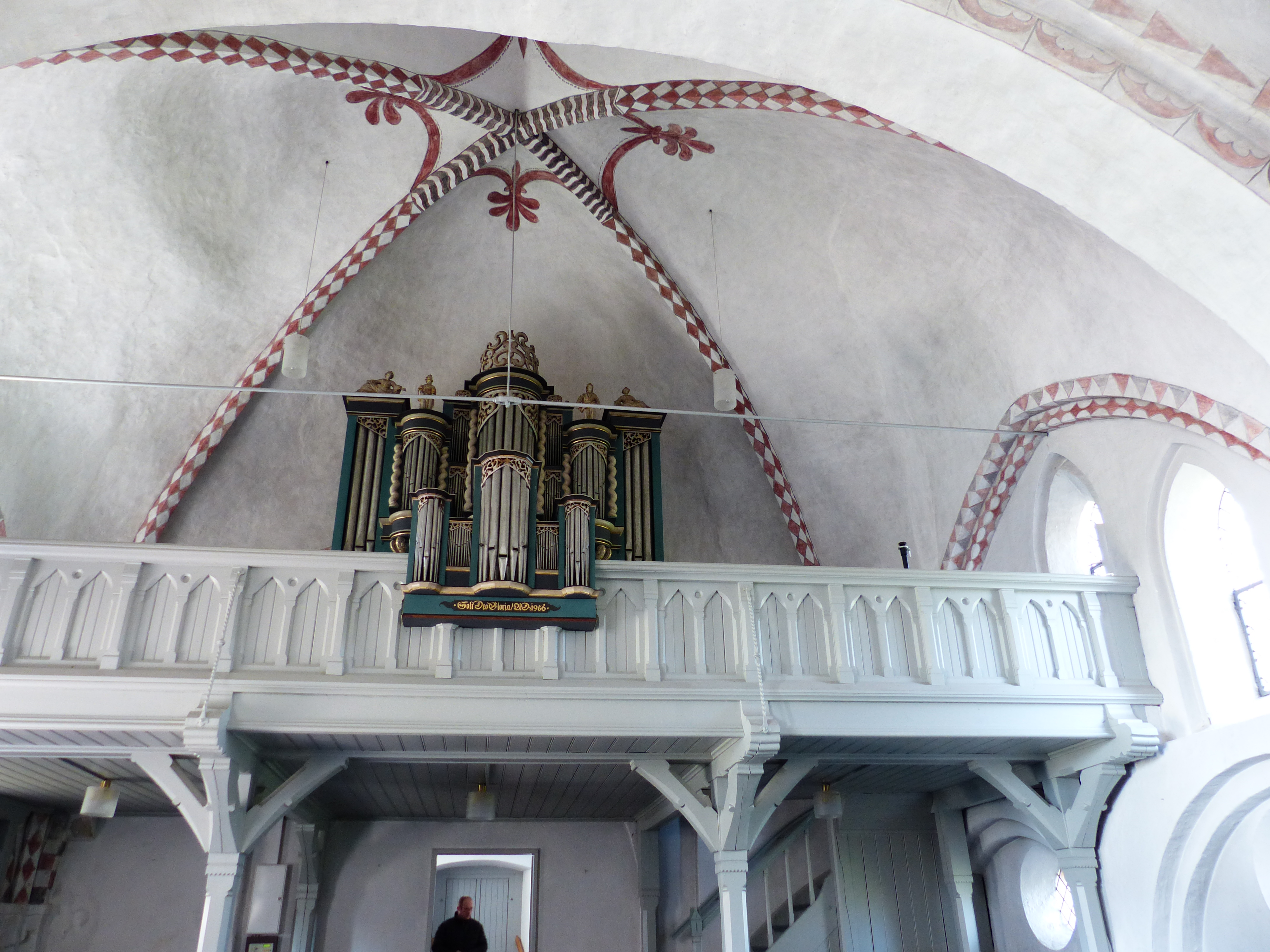
Westliches Schiffsjoch, Orgelempore

Der vorgestellte Westturm hat Eckverzahnungen aus Werkstein. Sein dach beginnt an vier Traufen, verjüngt sich aber zu einem steilen achtseitigen Pyramidendach.